# Ovaçiftlik, Yeşilhisar
Ovaçiftlikköy là một xã thuộc huyện Yeşilhisar, tỉnh Kayseri, Thổ Nhĩ Kỳ. Dân số thời điểm năm 2008 là 417 người.